# Kirill Nababkin
Kirill Anantol'evič Nababkin (in russo Кирилл Анатольевич Набабкин?; Mosca, 8 settembre 1986) è un calciatore russo, difensore dello SKA Rostov.

## Carriera

### Club
È cresciuto nel FK Mosca. Ha esordito nella massima serie russa il 17 marzo del 2006 nella gara contro l'Amkar Perm' valida per la prima giornata di campionato. In ogni caso fino al 2008 si alternò tra prima squadra e formazioni riserve. Il 14 agosto 2008 ha esordito nelle competizioni europee, giocando la vittoriosa gara di andata contro il Legia Varsavia valida per i play-off di Coppa UEFA 2008-2009.
È rimasto nel FK Mosca fino al fallimento del club avvenuto a conclusione della stagione 2009, dopo di che è stato ingaggiato con i concittadini del CSKA Mosca. Con questi ultimi ha conquistato due campionati, una coppa e una supercoppa nazionale. Ha segnato il suo primo gol in massima serie il 14 marzo 2015 nella gara contro il Mordovija.

### Nazionale
Ha giocato 10 gare con l'Under-21, mettendo a segno una rete.
Ha esordito con la nazionale maggiore nell'amichevole contro l'Italia giocata il 1º giugno 2012.

## Statistiche

### Cronologia presenze e reti in Nazionale
| Cronologia completa delle presenze e delle reti in nazionale ― Russia | Cronologia completa delle presenze e delle reti in nazionale ― Russia | Cronologia completa delle presenze e delle reti in nazionale ― Russia | Cronologia completa delle presenze e delle reti in nazionale ― Russia | Cronologia completa delle presenze e delle reti in nazionale ― Russia | Cronologia completa delle presenze e delle reti in nazionale ― Russia | Cronologia completa delle presenze e delle reti in nazionale ― Russia | Cronologia completa delle presenze e delle reti in nazionale ― Russia |
| Data                                                                  | Città                                                                 | In casa                                                               | Risultato                                                             | Ospiti                                                                | Competizione                                                          | Reti                                                                  | Note                                                                  |
| --------------------------------------------------------------------- | --------------------------------------------------------------------- | --------------------------------------------------------------------- | --------------------------------------------------------------------- | --------------------------------------------------------------------- | --------------------------------------------------------------------- | --------------------------------------------------------------------- | --------------------------------------------------------------------- |
| 1-6-2012                                                              | Zurigo                                                                | Italia                                                                | 0 – 3                                                                 | Russia                                                                | Amichevole                                                            | -                                                                     |                                                                       |
| 6-2-2013                                                              | Marbella                                                              | Islanda                                                               | 0 – 2                                                                 | Russia                                                                | Amichevole                                                            | -                                                                     | 76’                                                                   |
| 15-11-2018                                                            | Lipsia                                                                | Germania                                                              | 3 – 0                                                                 | Russia                                                                | Amichevole                                                            | -                                                                     | 78’                                                                   |
| 20-11-2018                                                            | Solna                                                                 | Svezia                                                                | 2 – 0                                                                 | Russia                                                                | UEFA Nations League 2018-2019 - 1º turno                              | -                                                                     |                                                                       |
| 21-3-2019                                                             | Bruxelles                                                             | Belgio                                                                | 3 – 1                                                                 | Russia                                                                | Qual. Euro 2020                                                       | -                                                                     |                                                                       |
| Totale                                                                |                                                                       | Presenze                                                              | 5                                                                     |                                                                       | Reti                                                                  | 0                                                                     |                                                                       |

## Palmarès
- Coppa di Russia: 3

CSKA Mosca: 2010-2011, 2012-2013, 2022-2023
- Campionato russo: 3

CSKA Mosca: 2012-2013, 2013-2014, 2015-2016
- Supercoppa di Russia: 2

CSKA Mosca: 2013, 2014, 2018